# Coryphophylax
Coryphophylax  is een geslacht van hagedissen uit de familie agamen (Agamidae). 

## Naam en indeling
De wetenschappelijke naam van de groep werd voor het eerst voorgesteld door Leopold Fitzinger in 1861. Lange tijd was het geslacht monotypisch, tot in 2012 de soort Coryphophylax subcristatus werd beschreven.

### Soorten
Het geslacht omvat de volgende soorten, met de auteur en het verspreidingsgebied.
| Naam                       | Auteur                                                              | Verspreidingsgebied |
| -------------------------- | ------------------------------------------------------------------- | ------------------- |
| Coryphophylax brevicaudus  | Harikrishnan, Vasudevan, Chandramouli, Choudhury, Dutta & Das, 2012 | India (Andamanen)   |
| Coryphophylax subcristatus | Blyth, 1860                                                         | India (Andamanen)   |

## Uiterlijke kenmerken
De lichaamskleur is bruin, op de rugzijde is een lage kam aanwezig die doorloopt tot in de nek. Hier is de kam hoger en voorzien van kleine stekeltjes die kartelachtig aandoen.

## Verspreiding en habitat
Beide soorten komen voor in delen van Azië en leven endemisch in India, en alleen op de eilandengroep Andamanen. 